# 托马·希罗
托马·希罗（法語：Thomas Chirault，1997年9月15日—）是一名法國男子射箭運動員，競賽項目為反曲弓。他贏得2024年夏季奧林匹克運動會男子團體項目的銀牌。他還在墨西哥墨西哥城舉行的2017年世界射箭錦標賽中贏得男子團體項目的銀牌。
在波蘭萊格尼察舉行的2018年歐洲射箭錦標賽中，他贏得混合團體反曲弓項目的銀牌。
2021年，希羅代表法國參加2020年夏季奧林匹克運動會。
希羅在斯洛維尼亞拉什科舉行的2022年歐洲室內射箭錦標賽中贏得男子團體反曲弓項目的金牌。

## 外部連結
- 托馬斯·奇羅在World Archery（英语）
- 托馬斯·奇羅在Olympedia（英语）
- 托馬斯·奇羅在French Olympic and Sports Committee (archived)（法语）